# Amini Silatolu
Aminiasi Silatolu (Redwood City, 16 settembre 1988) è un giocatore di football americano statunitense che gioca nel ruolo di guardia per i Carolina Panthers della National Football League (NFL). Fu scelto nel corso del secondo giro (40º assoluto) del 2012 dai Panthers. Al college ha giocato a football a Midwestern State.

## Carriera professionistica

### Carolina Panthers
Silatolu era considerato uno dei migliori prospetti tra gli offensive linemen disponibili nel Draft 2012. Fu scelto nel corso del secondo giro come quarantesimo assoluto dai Carolina Panthers, il primo giocatore della storia dell'Università di Midwestern State ad essere stato scelto in un Draft NFL. Nella sua stagione da rookie disputò 15 partite, tutte come titolare.

## Palmarès

### Franchigia
- National Football Conference Championship: 1

Carolina Panthers: 2015

### Individuale
- PFWA All-Rookie Team - 2012

## Statistiche
| Partite totali      | 15 |
| Partite da titolare | 15 |

Statistiche aggiornate alla stagione 2012